# のぼらんか
のぼらんかは、データイーストが発売したコアランドテクノロジーの業務用縦スクロールシューティングゲーム。1986年10月に発売された。

## 物語
テントウムシの格好をした土木作業員風の主人公・ニュートン・Jは恋人のプリン姫と楽しく暮らしていたが、それを快く思わない謎の般若の面を被ったワルサー大王は、デート中にプリン姫をさらってしまった。「プリン姫はあずかった。助け出したければあらゆる困難に耐え果実を取りながら登って来い。頂上にて待つ……」という果たし状を残して。

## 概要
タイトル画面は黒地で、中央には「のぼらんか」とピンク色の江戸勘亭流の文字。左右に黄色の般若の面があるだけの物である。
8方向レバーと2ボタン（空中飛翔、ショット）でニュートン・Jを操作。ニュートン・Jは幹や枝、柱の上しか普段は移動できないが、空中飛翔を使うことによって、幹や枝、柱の上以外も移動できるようになる。ただし、空中飛翔の能力には限界があり、画面下部にあるハートマークが付いたゲージの「ILOVEYOU」の8文字が消えてしまう（空中飛翔することによって消えていく）と、空中飛翔ができない。なお、ステージの最後のボスキャラクター・ワルサー大王戦では、無制限に空中飛翔することができる（すなわち、空中飛翔している間、「ILOVEYOU」のゲージを消費しない）。
全3ステージ制。ステージ1が樹木、ステージ2が工場の鉄筋コンクリート柱、ステージ3が古代都市風の柱（所々に人面描写がなされている）。制限時間は初期設定で1分30秒（90秒）だが、敵キャラクターを倒して出現するアイテムであるフルーツを獲ると制限時間が増えていく。ステージ3をクリアすると、ステージ1に戻り、ループゲームとなっている（2周目以降は敵弾が増えるなど、難易度が上昇している）。
スコア表示もユニークで、1Pの現在スコアに「BOKU」、2Pの現在スコアに「KIMI」、ハイスコアに「ICHIBAN」と書かれている。30,000点、80,000点、180,000点でエクステンドとなり、残機が1つ増える。
敵自身や敵弾、敵を倒して出現するアイテムとしてフルーツに紛れて出てくるドクロに触れたり、制限時間が無くなったりすると1機失う（死ぬ際に「痛っ」「あっ」「ちっ」などとニュートン・Jが台詞を発しながら倒れる）。初期設定は3機で、全機失うとゲームオーバー。コンティニュー機能があり、10カウント以内にコンティニューが可能。コンティニューのカウントのアラビア数字は、ニュートン・Jの人文字となっている。ゲームオーバー時に得点ランキングで10位以内に入るとネームエントリーができる。

## アイテム
フルーツ
敵（ボスのワルサー大王を除く）を倒すと、出現する。「リンゴ→みかん→モモ→スイカ→レモン→イチゴ→パイン→メロン」の8種類が順番に出現し、獲ると制限時間が2秒加算される。枝や支柱に触れると、バウンドしながら落下していく。
ドクロ
敵（ボスのワルサー大王を除く）を倒すと、出現する。フルーツに紛れて、メロンの次に出現し、ドクロマークが点滅している。獲ると即死する、いわばマイナスアイテム。枝や支柱を通過し、プレイヤーのいる方向に向かって落下していく。
シャボン玉
ステージ上に配置されたアイテム。獲ると泡に包まれ、敵、敵弾、ドクロから1回だけ防衛することができる。ステージをクリアすると持ち越せない。
時計
ステージ上に配置されたアイテム。獲ると30秒だけ制限時間が増える。
指輪
ステージ上に配置されたアイテム。獲ると「ILOVEYOU」のゲージが全回復。
ハンマー
ステージ上に配置されたアイテム。枝や支柱にあり、獲るとハンマーで叩いて画面内の敵を全滅させることができる。なお、ハンマーで叩いている間は無敵ではなく、敵、敵弾、ドクロの当たり判定も残っている。

## 登場キャラクター
ニュートン・J
テントウムシの格好をした土木作業員風の主人公。木登りと空中飛翔を使って、プリン姫を救出する。
プリン姫
ボスであるワルサー大王に捕らえられた、ヒロイン。ステージ1、ステージ2にいるのは偽者で、ステージ3にいるのが本人。ステージ1では厚い眼鏡を掛けた教育ママ風で、ニュートン・Jがしょんぼりしている。ステージ2では関西風であり、ニュートン・Jが苦笑いしている。ステージ3で登場するのが垂れ目で嬉しい表情の本人であり、ニュートン・Jが両手に日の丸の扇子を持って狂喜乱舞している。そして、ニュートン・Jの頬にキスしてエンディングとなる。
ワルサー大王
オープニングで、プリン姫をさらう般若の面を被ったボス。ステージの最後に登場し、最初はドクロを全身に8つ纏いながら、ファイアボールを放ってくる。その状態で倒されると、大きな蜘蛛に変身して闘う。その際、8本の脚に被弾すると、赤く光りながら落下する（この脚にも主人公への当たり判定がある）。顔と胴体の状態で倒すと、そのステージはクリアとなる。ワルサー大王との対戦画面では、蜘蛛の巣が張られている。
- 雑魚キャラクターの敵は、蜘蛛、芋虫、トンボ、蝶など昆虫を意識している。中には、カメレオンのように倒せなく、舌（当たり判定あり）を出して、ニュートン・Jの行く手を阻むお邪魔キャラクターもいる。